# Adolph Jentsch

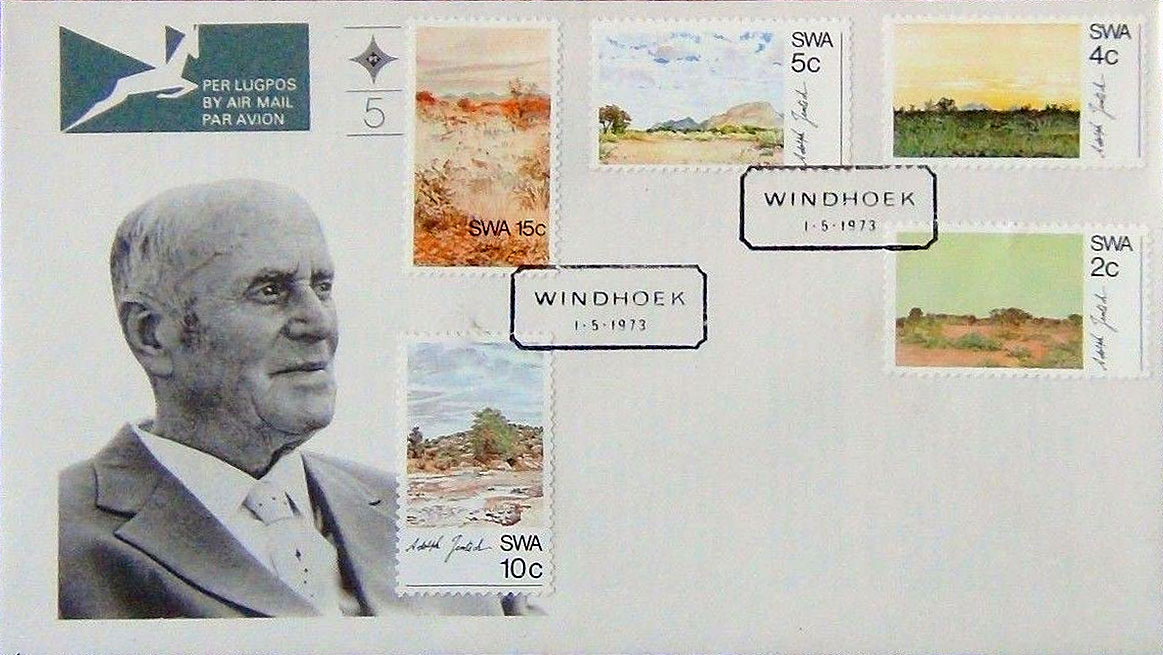
Jentsch auf einem Ersttagsbrief aus dem Jahr 1973

Adolph Stephan Friedrich Jentsch (* 29. Dezember 1888 in Dresden; † 18. April 1977 in Windhoek, Südwestafrika) war ein namibischer Landschaftsmaler deutscher Abstammung (Deutschnamibier).

## Leben und Werk
Jentsch studierte von 1903 bis 1905 an der Kunstgewerbeschule Dresden und von 1905 bis 1914 an der Königlichen Akademie der bildenden Künste bei Robert Sterl, Johannes Raphael Wehle, Richard Müller und Oskar Zwintscher. Er besuchte Frankreich, Italien, das Vereinigte Königreich und die Niederlande. Um dem drohenden Zweiten Weltkrieg zu entgehen, zog Jentsch 1938 nach Namibia, wo er bis zu seinem Tod im Jahr 1977 blieb. Gezeigt werden Werke von ihm u. a. in Südafrika in der Johannesburg Art Gallery in Johannesburg, der Südafrikanischen Nationalgalerie in Kapstadt und in der Pretoria Art Gallery in Pretoria.

## Werk

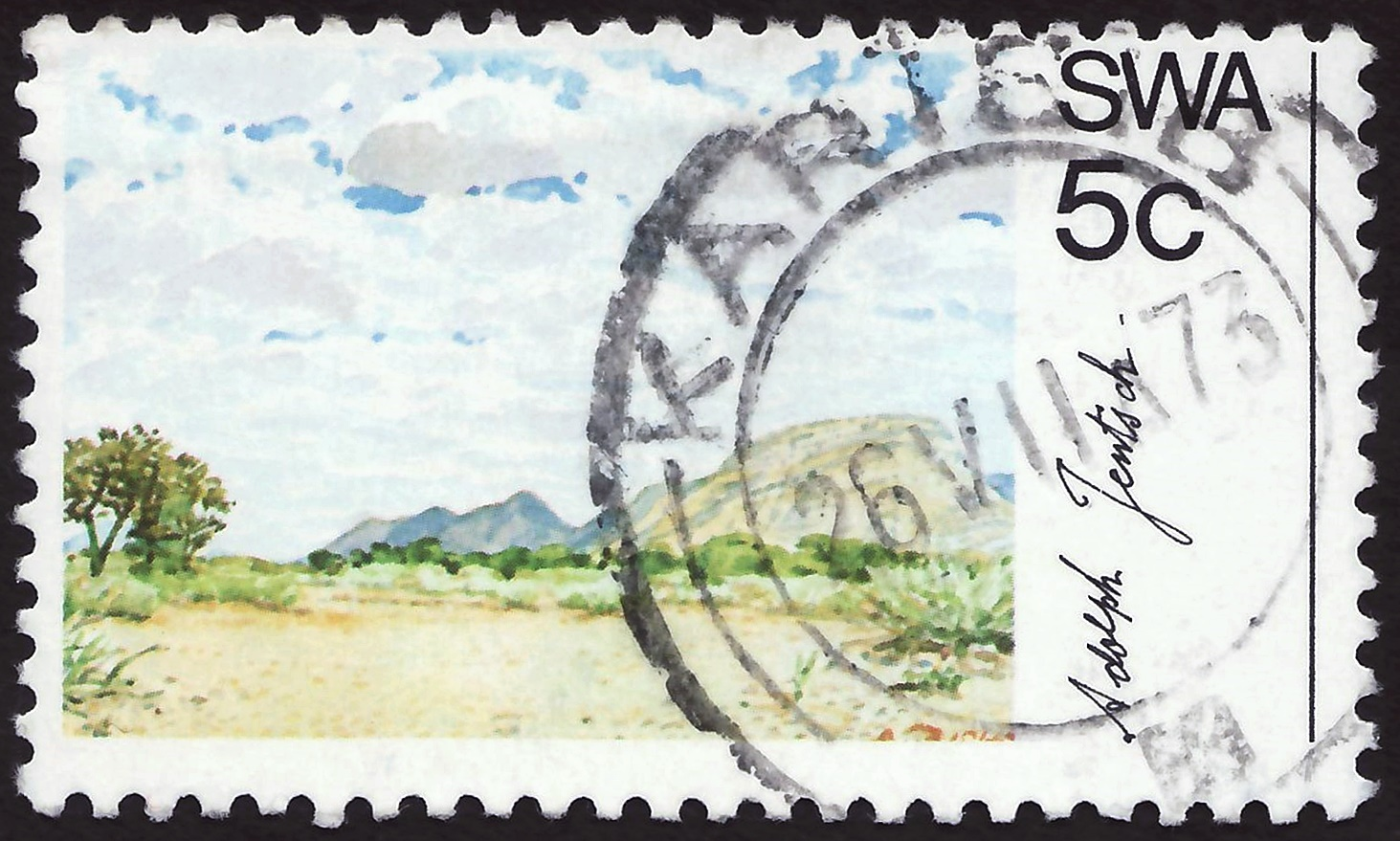
Namibische Briefmarke von 1973

Vor 1925 malte er Porträts, nach seiner Ankunft in Namibia widmete er sich der namibischen Landschaft. Er bereiste Namibia intensiv, um sich schließlich nahe Dordabis – etwa 60 km von Windhoek entfernt – niederzulassen. Jentsch malte Landschaften in Aquarell und Öl. Er interessierte sich für die orientalische Philosophie und war durch die chinesische Kunst beeinflusst – insbesondere durch den Daoismus. Er interessierte sich auch für Yoga. Namibische Briefmarken von 1973 zeigen fünf Berglandschaften von ihm. Jentsch lebte bei den von Funckes auf der Farm. In 1975 wurde dort eine alte Scheune durch ein Feuer vernichtet, wobei wichtige Werke von ihm verloren gingen.

## Auszeichnungen
- 1913: Königlich Sächsische Staatsmedaille für Kunst und Wissenschaft[3]
- 1958: als erster namibischer Bürger erhielt er das Bundesverdienstkreuz[2]
- 1962: Medal of Honour for Painting, S.A. Akademie vir Kuns en Wetenskap[3][2]